# Libellula julia
Libellula julia är en trollsländeart som beskrevs av Philip Reese Uhler 1857. Libellula julia ingår i släktet Libellula och familjen segeltrollsländor. Inga underarter finns listade i Catalogue of Life.

## Bildgalleri

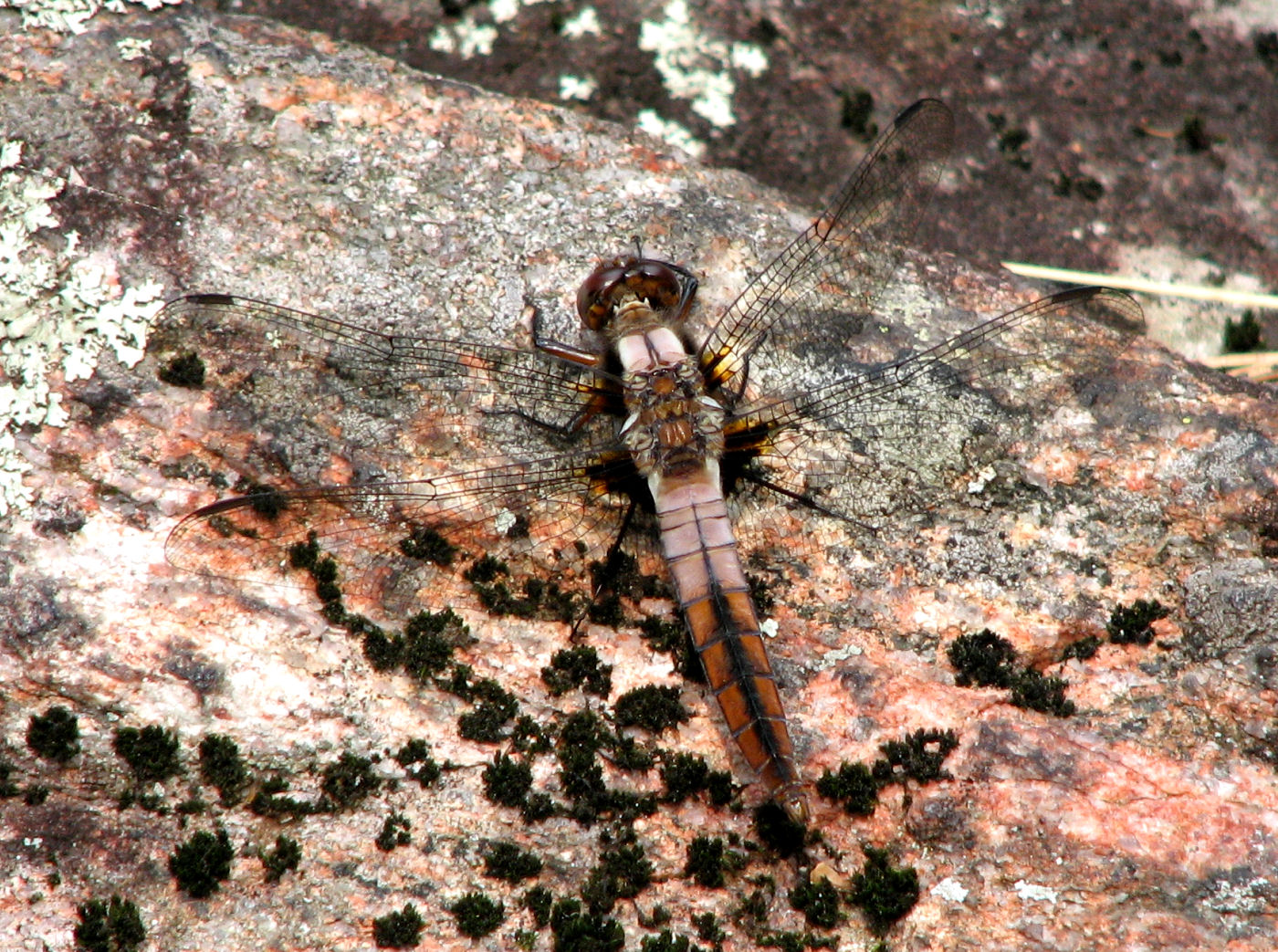
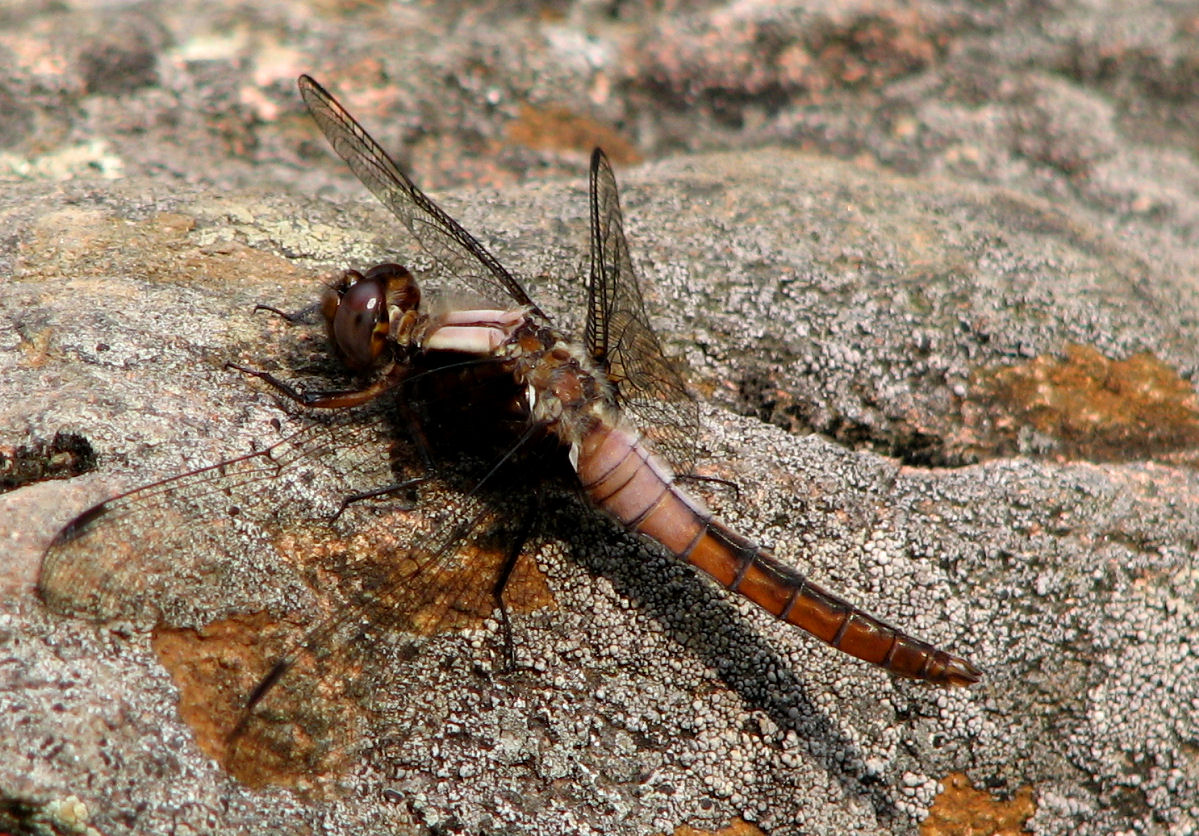
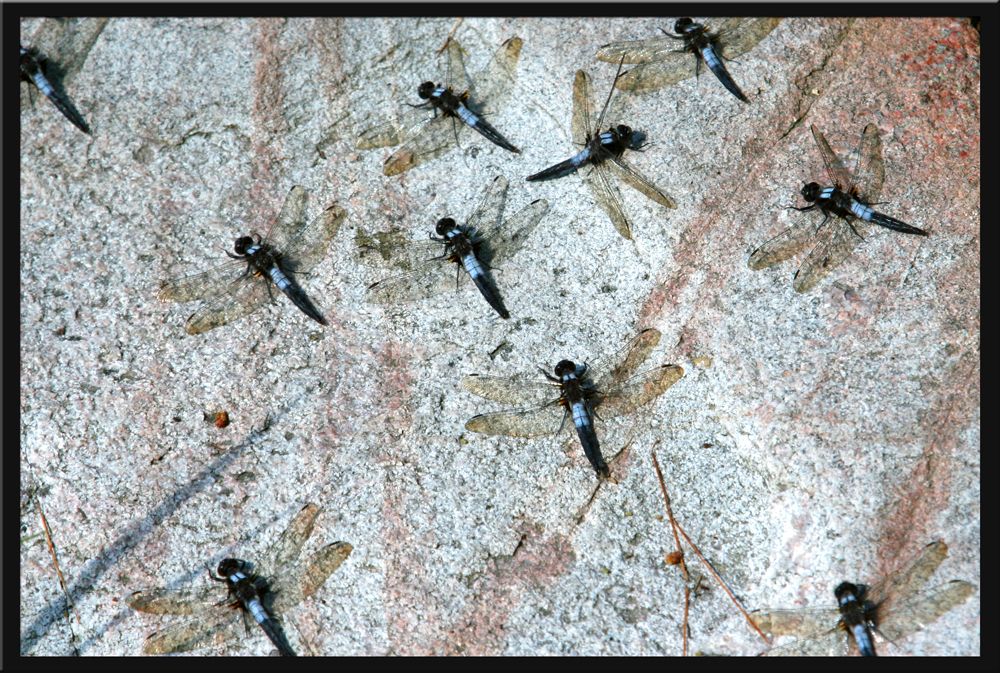
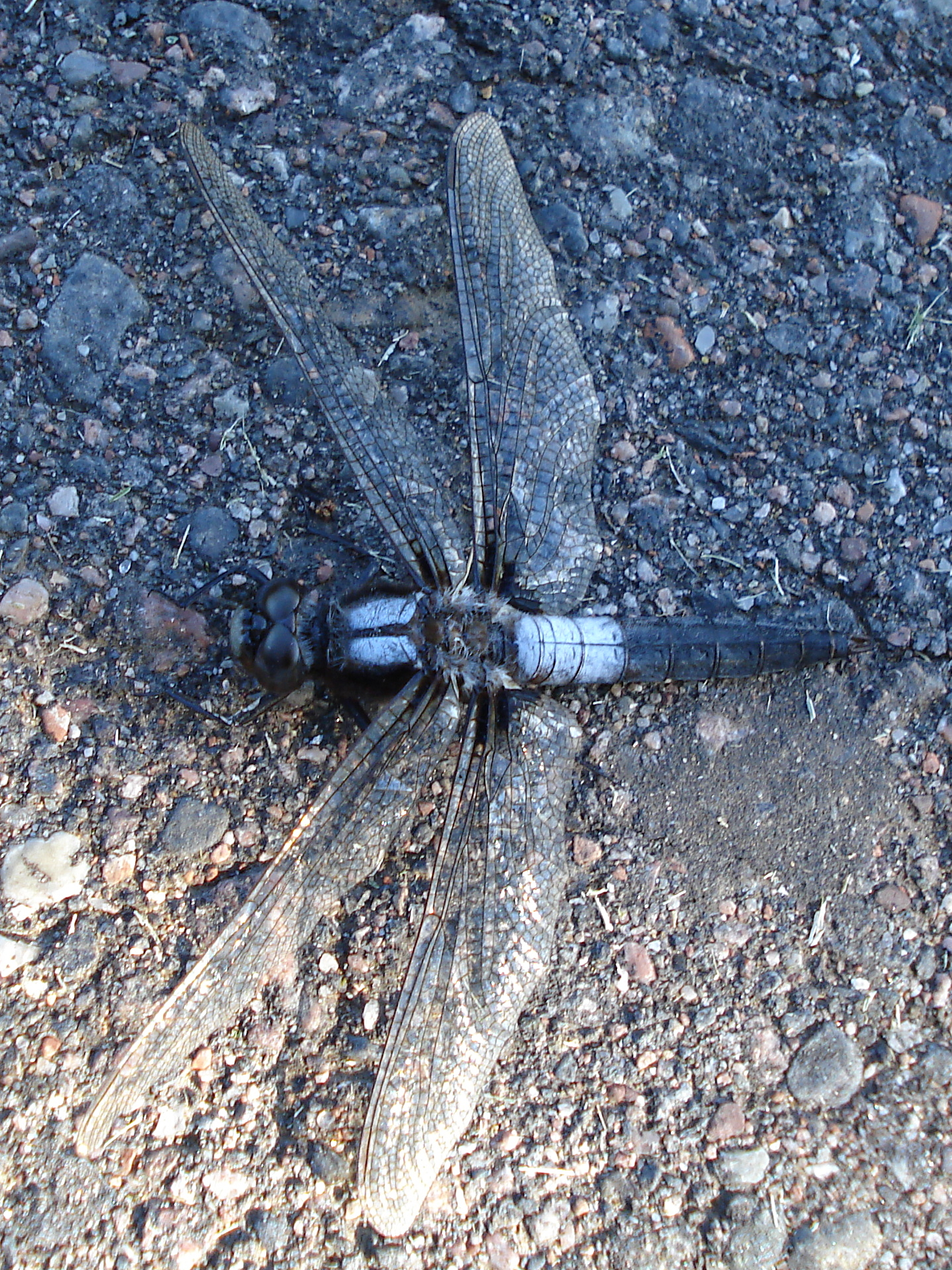
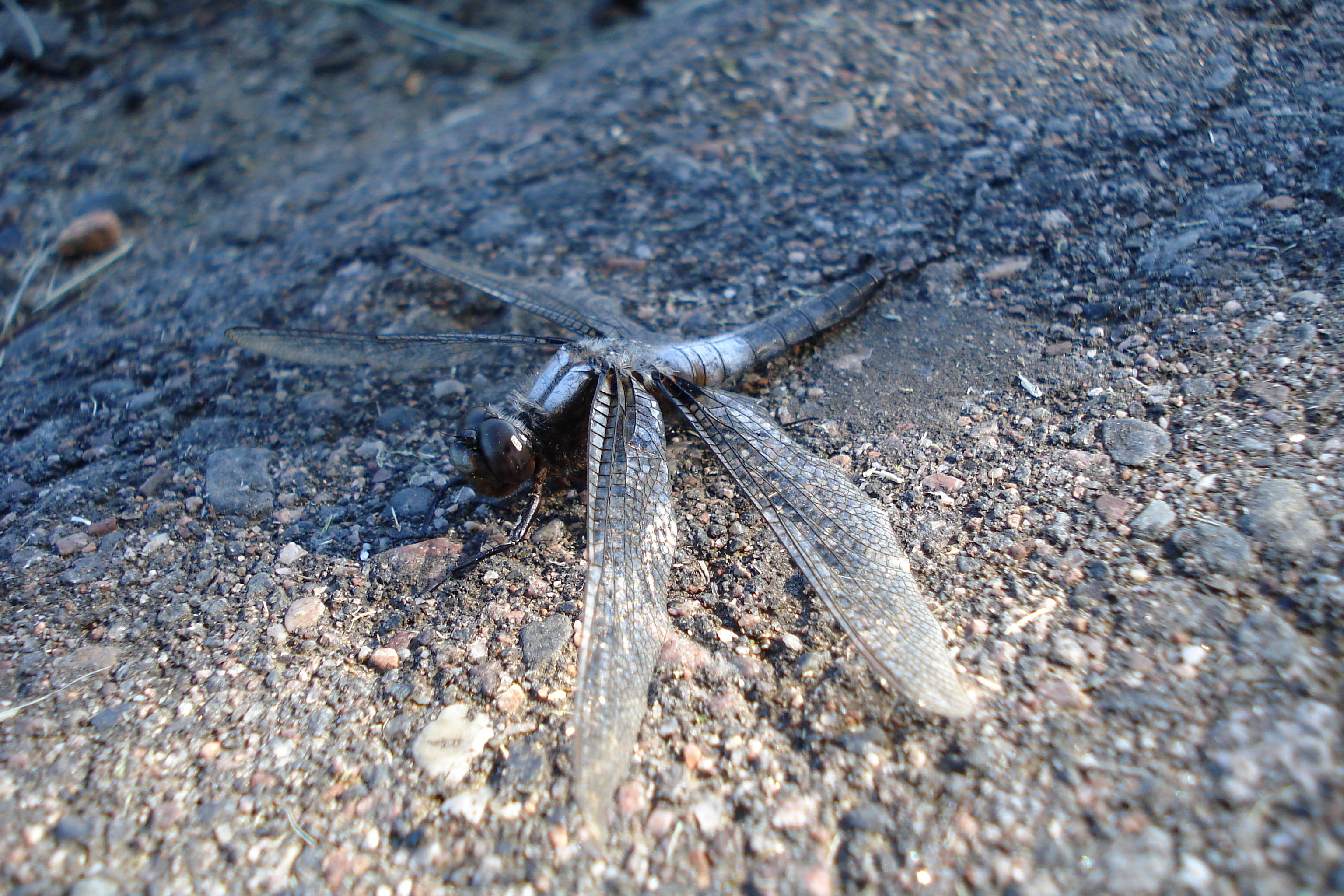